# Mesochorus anglicus
Mesochorus anglicus är en stekelart som beskrevs av Schwenke 1999. Mesochorus anglicus ingår i släktet Mesochorus och familjen brokparasitsteklar. Inga underarter finns listade i Catalogue of Life.